# 岡田博喜
岡田 博喜（おかだ ひろき、1989年12月7日 - ）は、日本の元プロボクサー。東京都中野区出身。第38代日本スーパーライト級王者。元WBOアジアパシフィックスーパーライト級王者。角海老宝石ボクシングジム所属。

## 来歴
駿台学園高等学校3年の時にライトウェルター級でインターハイ・国体2冠獲得。明治大学進学後はボクシングから離れるが、周囲の「もったいない」の声を聞き中退してプロ入りを決意。
2011年10月1日、後楽園ホールで中野和也とスーパーライト級4回戦を行い、2回51秒TKO勝ちを収めデビュー戦を白星で飾った。同じジムの福地健人と東日本新人王決勝で同門対決をする予定だったが、岡田が怪我のため棄権したため東日本新人王の座を逃した。
2013年3月25日、後楽園ホールで宮城伶次とスーパーライト級6回戦を行い、4回2分27秒TKO勝ちを収めた。
2013年5月28日、後楽園ホールでヘリ・アンドリヤントとスーパーライト級8回戦を行い、デビュー戦から6試合連続KO勝ちとなる2回2分40秒ＫＯ勝ちを収めた。6月11日、東日本ボクシング協会2013年5月度の月間新鋭賞に選出された。
2013年11月25日、後楽園ホールでジェイピー・イグナシオとスーパーライト級8回戦を行い、デビュー戦から7試合連続KO勝ちとなる8回1分27秒TKO勝ちを収めた。
2014年3月4日、後楽園ホールで小原佳太の王座返上に伴い日本スーパーライト級1位の小竹雅元と日本スーパーライト級王座決定戦を行い、10回3-0（96-94、97-92、98-92）の判定勝ちを収め王座獲得に成功した。4月4日、東日本ボクシング協会の2014年3月度月間敢闘賞に選出された。
2014年7月28日、後楽園ホールで日本スーパーライト級1位のシャムガル興一と対戦し、10回3-0（3者共に96-94）の判定勝ちを収め初防衛に成功した。
2015年3月7日、後楽園ホールで行われた「第535回ダイナミックグローブ」で日本スーパーライト級1位の外園隼人と対戦し、3回2分18秒TKO勝ちを収め2度目の防衛に成功した。4月3日、東日本ボクシング協会の2015年3月度月間MVPに選出された。
2015年5月11日、東日本ボクシング協会チャンピオンカーニバル委員会は岡田をチャンピオンカーニバルの敢闘賞に選出した。
2015年5月18日、同年7月4日に後楽園ホールで行われる「第539回ダイナミックグローブ」で日本スーパーライト級7位の小竹雅元と再戦し、3度目の防衛を目指すことが決定した。6月27日、岡田がスパーリング中に負傷した右拳の骨折が判明したため試合は中止となった。
2016年1月16日、後楽園ホールで行われた「第545回ダイナミックグローブ」で暫定王者の中澤将信と王座統一戦を行い、3回58秒TKO勝ちを収め3度目の防衛に成功した。1月29日、東日本ボクシング協会の2016年1月度月間MVPに選出された。
2016年4月19日、後楽園ホールで日本スーパーライト級1位の麻生興一と対戦し、7回2分15秒TKO勝ち勝ちを収め4度目の防衛に成功した。5月10日、東日本ボクシング協会の2016年4月度月間敢闘賞に選出された。
2016年7月25日、後楽園ホールで日本スーパーライト級3位の青木クリスチャーノと対戦し、9回51秒3-0（88-85、88-84×2）の負傷判定勝ちを収め5度目の防衛に成功した。
2016年11月1日、後楽園ホールで日本スーパーライト級７位の細川バレンタインと対戦し、10回3-0（98-92×2、99-91）の判定勝ちを収め6度目の防衛に成功した。
2016年11月25日、同日付で日本スーパーライト級王座を返上した。
2017年3月4日、後楽園ホールでロデル・ウェンセスラオと65.0kg契約8回戦を行い、7回1分0秒TKO勝ちを収めた。
2017年6月30日、後楽園ホールでジェリッツ・チャベスと64.0kg契約10回戦を行い、10回3-0（99-93、100-91、100-90）の判定勝ちを収めた。
2017年12月19日、後楽園ホールで行われる「SLUG FEST」でWBO世界スーパーライト級8位のジェイソン・パガラとWBOアジア太平洋スーパーライト級王座決定戦を行う予定だったが、前日計量でパガラに体重超過があり失格となったため試合は岡田が勝った時のみ王座獲得となる条件で行われ、試合は岡田が6回59秒TKO勝ちを収め王座の獲得に成功した。
2018年8月、アメリカ進出に伴いトップランク社と3年間のプロポーション契約を締結した。日本人選手としては村田諒太に続いて2人目でトップランク社側からオファーがあったという。
2018年9月14日、カリフォルニア州フレズノのセーブマート・アリーナでクリスチャン・ラファエル・コリアとのスーパーライト級10回戦で米デビュー戦を行い、10回2-1（95-94×2、94-95）で判定勝ち収めた。なお、同日にはWBC世界スーパーライト級王者ホセ・カルロス・ラミレスとアントニオ・オロズコによるタイトルマッチが行われたが、体重超過の“常習犯”であるオロズコが前日計量で失敗した際は、岡田がラミレスに挑戦するケースも同社からは伝えられていたという。
2019年2月10日、カリフォルニア州フレズノのセーブマート・アリーナにてホセ・カルロス・ラミレスVSホセ・ゼペダの前座で、元WBOライト級王者レイムンド・ベルトランとノンタイトル戦10回戦を行い、9回2分9秒TKO負けを喫してプロ初黒星となった
2019年11月2日、カリフォルニア州カーソンのディグニティ・ヘルス・スポーツ・パークにてミゲール・ベルチェットVSジェイソン・ソーサの前座で、ハビエル・モリナと対戦するも、1回1分5秒TKO負けを喫した。
2020年12月14日、後楽園ホールで日本ライト級5位の富岡樹と対戦し、8回3-0（77-75×3）で判定勝ちを収め、再起に成功した。
2022年12月3日、韓国仁川市にて赤穂亮対ジョンリル・カシメロの前座で金珍洙と対戦するが、1回と3回にダウンを喫し7回1分22秒TKO負け。試合後に現役を引退をした。
引退後は、現役時代に所属していた角海老宝石ボクシングジムのマネージャーに転身した。

## 戦績
- アマチュアボクシング: 43戦35勝（16KO・RSC）8敗
- プロボクシング：23戦20勝（13KO）3敗

| 戦           | 日付           | 勝敗 | 時間    | 内容        | 対戦相手                           | 国籍           | 備考                                         |
| ------------ | -------------- | ---- | ------- | ----------- | ---------------------------------- | -------------- | -------------------------------------------- |
| 1            | 2011年10月1日  | ☆    | 2R 0:51 | TKO         | 中野和也（花形）                   | 日本           | プロデビュー戦                               |
| 2            | 2012年1月31日  | ☆    | 4R 1:02 | KO          | ペッチトンチャイ・シリモンコンジム | タイ           |                                              |
| 3            | 2012年8月7日   | ☆    | 1R 2:44 | KO          | 山内直義（西城）                   | 日本           |                                              |
| 4            | 2012年9月28日  | ☆    | 3R 0:31 | TKO         | 菅沼卓（川島）                     | 日本           |                                              |
| 5            | 2013年3月25日  | ☆    | 4R 2:27 | TKO         | 宮城伶次（島袋）                   | 日本           |                                              |
| 6            | 2013年5月28日  | ☆    | 2R 2:40 | KO          | ヘリ・アンドリヤント               | インドネシア   |                                              |
| 7            | 2013年11月25日 | ☆    | 8R 1:27 | TKO         | ジェイピー・イグナシオ             | フィリピン     |                                              |
| 8            | 2014年3月4日   | ☆    | 12R     | 判定3-0     | 小竹雅元（三迫）                   | 日本           | 日本スーパーライト級王座決定戦               |
| 9            | 2014年7月28日  | ☆    | 10R     | 判定3-0     | シャムガル興一（三迫）             | 日本           | 日本王座防衛1                                |
| 10           | 2015年3月7日   | ☆    | 3R 2:18 | TKO         | 外園隼人（帝拳）                   | 日本           | 日本王座防衛2                                |
| 11           | 2016年1月16日  | ☆    | 3R 0:58 | TKO         | 中沢将信（帝拳）                   | 日本           | 日本スーパーライト級王座統一戦 日本王座防衛3 |
| 12           | 2016年4月19日  | ☆    | 7R 2:15 | TKO         | 麻生興一（三迫）                   | 日本           | 日本王座防衛4                                |
| 13           | 2016年7月25日  | ☆    | 9R 0:51 | 負傷判定3-0 | 青木クリスチャーノ（駿河）         | ブラジル       | 日本王座防衛5                                |
| 14           | 2016年11月1日  | ☆    | 10R     | 判定3-0     | 細川バレンタイン（宮田）           | 日本           | 日本王座防衛6                                |
| 15           | 2017年3月4日   | ☆    | 7R 1:00 | TKO         | ロデル・ウェンセスラオ             | フィリピン     |                                              |
| 16           | 2017年6月30日  | ☆    | 10R     | 判定3-0     | ジェリッツ・チャベス               | フィリピン     |                                              |
| 17           | 2017年12月19日 | ☆    | 6R 0:59 | TKO         | ジェイソン・パガラ                 | フィリピン     | WBOアジア太平洋スーパーライト級王座決定戦    |
| 18           | 2018年5月7日   | ☆    | 1R 2:40 | KO          | シソ・モラレス                     | フィリピン     |                                              |
| 19           | 2018年9月14日  | ☆    | 10R     | 判定2-1     | クリスチャン・ラファエル・コリア   | アルゼンチン   |                                              |
| 20           | 2019年2月10日  | ★    | 9R 2:09 | TKO         | レイムンド・ベルトラン             | メキシコ       |                                              |
| 21           | 2019年11月2日  | ★    | 1R 1:05 | TKO         | ハビエル・モリナ                   | アメリカ合衆国 |                                              |
| 22           | 2020年12月14日 | ☆    | 8R      | 判定3-0     | 富岡樹（REBOOT.IBA）               | 日本           |                                              |
| 23           | 2022年12月3日  | ★    | 7R 1:22 | TKO         | 金珍洙                             | 韓国           |                                              |
| テンプレート |                |      |         |             |                                    |                |                                              |

## 獲得タイトル
- 第38代日本スーパーライト級王座（防衛6=返上）
- WBOアジア太平洋スーパーライト級王座（防衛0=返上）